# منتخب زامبيا تحت 19 سنة للكريكت
منتخب زامبيا الوطني للكريكت تحت 19 سنة هو ممثل زامبيا الرسمي في المنافسات الدولية في الكريكت . تأسس سنة 2003 